# Čapljina
Čapljina  è un comune della Federazione di Bosnia ed Erzegovina situato nel Cantone dell'Erzegovina-Narenta con 28.122 abitanti al censimento 2013. 
È situato al confine con la Croazia e dista 20 km dal mare Adriatico.

## Geografia antropica
Il territorio comunale comprende, oltre al capoluogo, i 32 centri abitati di Bajovci, Bivolje Brdo, Crnići, Čeljevo, Doljani, Domanovići, Dračevo, Dretelj, Dubravica, Gabela, Gabela Polje, Gnjilišta, Gorica, Grabovina, Hotanj, Jasenica, Klepci, Lokve, Opličići, Počitelj, Prćavci, Prebilovci, Sjekose, Stanojevići, Struge, Svitava, Ševaš Njive, Šurmanci, Tasovčići, Trebižat, Višići e Zvirovići.